# Mariella Ourghi
Mariella Ourghi (* 1972 in  Tirschenreuth; † 14. November 2015) war eine Islamwissenschaftlerin.
Seit ihrer Promotion in Islamwissenschaft an der Universität Freiburg war sie dort Lehrbeauftragte für Islamwissenschaft. Ihre Forschungsschwerpunkte waren Islamismus (v. a. dschihadistische Bewegungen) und Gewaltlegitimation, Eschatologie im modernen Islam sowie zwölferschiitische Staatskonzeptionen.